# Estació de l'Illa
L'Illa és una estació de les línies T1, T2 i T3 de la xarxa del Trambaix situada sobre l'Avinguda Diagonal, davant del centre comercial L'Illa Diagonal, al districte de les Corts de Barcelona i es va inaugurar el 3 d'abril de 2004 amb l'obertura del Trambaix.
| Trambaix               |                |                               |          |                        |
| Procedència/Destinació | <              | Línia                         | >        | Procedència/Destinació |
| Francesc Macià         | Francesc Macià |                               | Numància | Bon Viatge             |
| Francesc Macià         | Francesc Macià | Llevant - les Planes          | Numància |                        |
| Francesc Macià         | Francesc Macià | Sant Feliu - Consell Comarcal | Numància |                        |